# بالامرادخان
بالامرادخان (به ترکی آذربایجانی: Bala-Muradkhan) یک منطقهٔ مسکونی در جمهوری آذربایجان است که در شهرستان کردامیر واقع شده‌است.